# Möglingen
Möglingen ist eine Gemeinde im baden-württembergischen Landkreis Ludwigsburg. Sie gehört zur Region Stuttgart (bis 1992 Region Mittlerer Neckar) und zur europäischen Metropolregion Stuttgart. Zur etwas mehr als 11.000 Einwohner zählenden Gemeinde Möglingen gehören keine weiteren Orte.

## Geographie

### Geographische Lage
Möglingen liegt zwischen 277 und 309 Meter Höhe in unmittelbarer Nachbarschaft zur Kreisstadt Ludwigsburg auf dem fruchtbaren Langen Feld, das zum Strohgäu und zum übergeordneten Naturraum Neckarbecken zählt. Der Ortskern entstand um die Quelle des östlichen Arms des Leudelsbachs, der sich nordöstlich davon mit dem Furtbach und am Westrand der Markung mit dem Oberen Leudelsbach vereinigt und beim Remminger Knie in die Enz mündet.

### Nachbargemeinden
Möglingen grenzt im Norden an die Stadt Asperg, im Osten an die Kreisstadt Ludwigsburg bzw. deren Stadtteil Pflugfelden, im Südosten an die Stadt Kornwestheim, im Süden an den Stadtteil Stammheim der Landeshauptstadt Stuttgart, im Südwesten an die Stadt Korntal-Münchingen, im Westen an Schwieberdingen und im Nordwesten an die Stadt Markgröningen.

### Wüstungen
Zwischen Möglingen und Schwieberdingen lag das im Spätmittelalter abgegangene Dorf Vöhingen, am Leudelsbach zwischen Möglingen und Markgröningen die früher abgegangene Siedlung Maulbronn.

### Flächenaufteilung
Nach Daten des Statistischen Landesamtes, Stand 2014.

## Geschichte

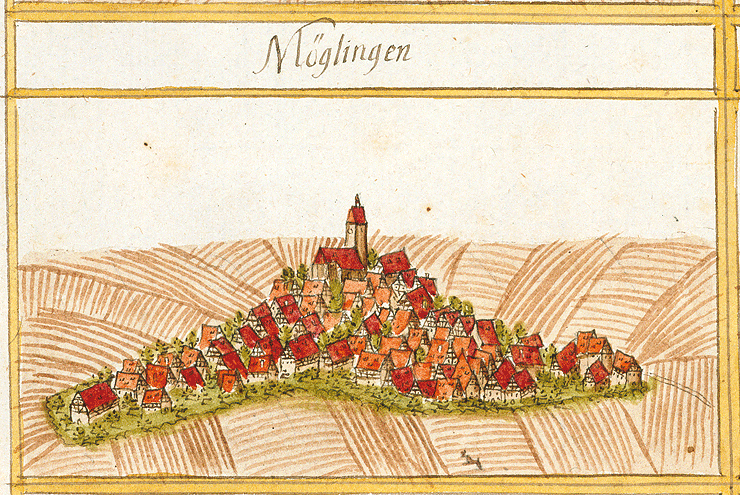
Ortsansicht im Kieserschen Forstlagerbuch von 1682

### Frühe Geschichte
Möglingen wurde erstmals 1275 in einer Urkunde des Bistums Konstanz und 1278 als „Meginingen“ in einer Urkunde Graf Ulrichs von Asperg erwähnt. Zu dieser Zeit gab es bereits eine Kirche im Ort.
Im 13. Jahrhundert war Möglingen großteils in Händen der Pfalzgrafen von Tübingen-Asperg, die ihren verbliebenen Anteil 1308 an das Haus Württemberg veräußerten. Einige oberlehensherrliche Rechte über einzelne Güter verblieben allerdings vorerst noch den Markgrafen von Baden. Die Württemberger Grafen verpfändeten den Ort mehrfach, lösten ihn aber wieder aus.

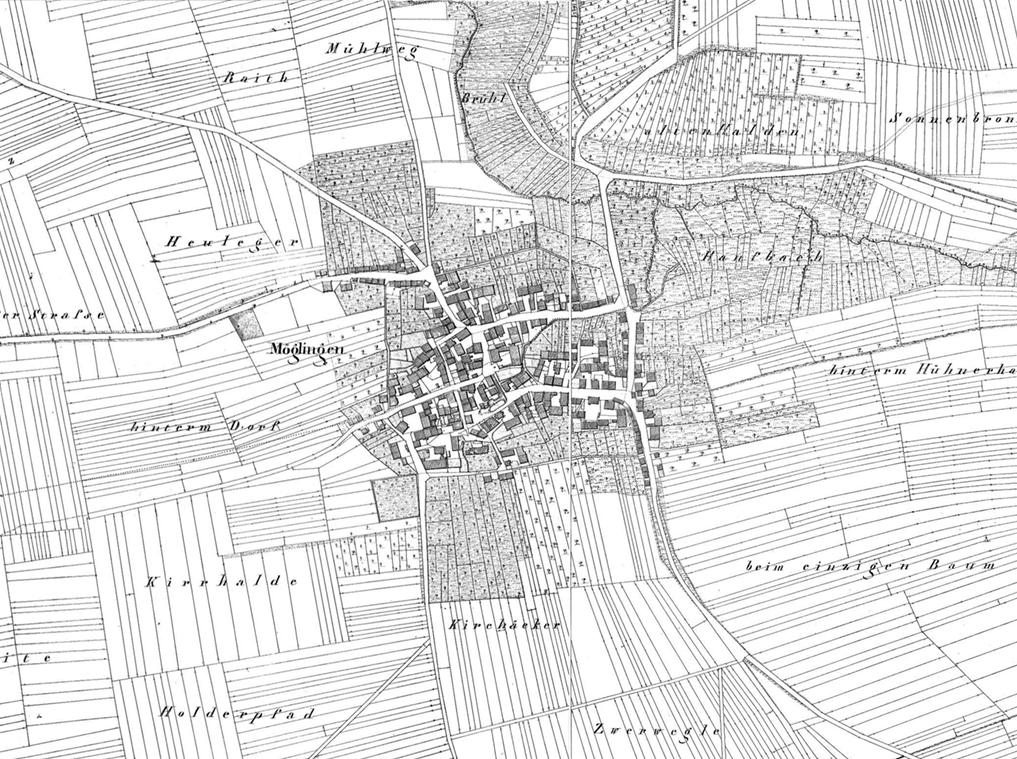
Möglingen 1831 auf der Urflurkarte. Derzeit hatte das Dorf rund 1100 Einwohner.

Im Dreißigjährigen Krieg, insbesondere um 1634, „sank die Zahl der Bürger von 130 auf 32, die der meist in Asche gelegten Häuser von 111 auf 22“. In den folgenden Erbfolgekriegen wurde Möglingen wieder schwer geschädigt: 1693 zerstörten französische Truppen 35 Häuser, darunter auch das Rathaus.

### Mühle und Wasserwerk
Die für 1523 urkundlich gesicherte Möglinger Mühle an der Asperger Straße 18 wurde damals von Conrad Müller betrieben. Der 1561 Mühlbach genannte und heute teils verdolte Untere Leudelsbach hatte seinen Ursprung damals in der „Wette“ unterhalb des Pfarrhauses. Nach kurzem Lauf durch den Ort mündete von rechts der aus Pflugfelden kommende Furtbach in den Leudelsbach, der dann meist stark genug war, um das Wasserrad der Mühle anzutreiben.
Im 17. Jahrhundert bestand in Möglingen zudem eine Pulvermühle zur Versorgung der Festung Hohenasperg, die im Dreißigjährigen Krieg zerstört wurde – vermutlich 1634 im Zuge der Belagerung der Festung durch kaiserliche Truppen. 1662 ließ Herzog Eberhard III. von Württemberg stattdessen eine Pulvermühle an der weit mehr Wasser führenden Glems bei Markgröningen errichten.
1727 wurde der Getreidemüller Caspar Siglin auf Geheiß des Herzogs Eberhard Ludwig enteignet, um anstelle der Mühle ein Wasserhebewerk zur Trinkwasserversorgung der neu entstandenen Residenzstadt Ludwigsburg einzurichten. In einer Brunnenstube wurde das Wasser von mehreren Quellen der Umgebung gesammelt und zu einem Wasserturm auf dem „Löscher“ gepumpt. Fällige Entschädigungen und Entlohnungen blieb der Herzog schuldig und stürzte damit etliche betroffene Möglinger ins Elend. Zehn Jahre später wurde der Betrieb wegen zu geringer Pumpleistung, zu hoher Betriebskosten und Leitungsschäden bereits wieder eingestellt. Dabei soll auch Sabotage im Spiel gewesen sein.
Die 1743 wieder eingerichtete Getreidemühle erwies sich auch wegen der geringen Leistungsfähigkeit des Leudelsbaches als unwirtschaftlich, wechselte deshalb häufig den Besitzer und wurde 1904 stillgelegt.

### Verwaltungszugehörigkeit
Seit dem 14. Jahrhundert gehörte Möglingen zum württembergischen Amt Grüningen, ab 1718 wechselweise zum 1807 aufgelösten Oberamt Gröningen und seit 1762 zum Oberamt Ludwigsburg. Diese Zugehörigkeit änderte sich bei der Umsetzung der neuen Verwaltungsgliederung im 1806 gegründeten Königreich Württemberg nicht mehr und blieb bis 1934 bestehen. 1934 wurde das Oberamt in Kreis Ludwigsburg umbenannt.
Bei der Verwaltungsreform während der NS-Zeit in Württemberg gelangte die Gemeinde 1938 zum Landkreis Ludwigsburg. Da der Ort nach dem Zweiten Weltkrieg Teil der Amerikanischen Besatzungszone geworden war, gehörte er somit seit 1945 zum neu gegründeten Land Württemberg-Baden, das 1952 im jetzigen Bundesland Baden-Württemberg aufging.

### Eisenbahngeschichte
Von 1916 bis 1975 hatte Möglingen einen eigenen Bahnhof an der von den Württembergischen Staatsbahnen eröffneten Bahnstrecke von Ludwigsburg nach Markgröningen, die noch bis 2002 für Sonderzüge genutzt wurde und seither stillgelegt ist.
Aktuell verfolgt der Zweckverband Stadtbahn Landkreis Ludwigsburg eine Reaktivierung der Strecke von Markgröningen nach Ludwigsburg mit Realisierung bis zum vierten Quartal 2028 mit zwei Haltepunkten in Möglingen.

### Religionen
Der hiesige Kirchensatz kam im 15. Jahrhundert über die Brüderschaft in Stuttgart an das Stuttgarter Hospital, das bis ins 19. Jahrhundert „Großzehentherr“ und Besitzer von Spitalhof und Pfarrhaus blieb.
Mit Einführung der Reformation ab 1535 durch Herzog Ulrich in Württemberg wurde auch Möglingen protestantisch. Noch heute ist der Ort überwiegend evangelisch geprägt. Daneben bestehen zudem die Altpietistische Gemeinschaft und die Bessarabische Gemeinschaft, die beide eng mit der Landeskirche kooperieren. Aber auch eine römisch-katholische Gemeinde ist im Ort vorhanden, ebenso eine evangelisch-methodistische. Die neuapostolische Gemeinde wurde Ende November 2007 geschlossen.

### Einwohnerentwicklung
Vor dem Dreißigjährigen Krieg zählte das kleine Bauerndorf 130 Einwohner. 1858 waren es 1136 Einwohner. Insbesondere durch die Erschließung des großen Wohngebiets Löscher in den 1960er Jahren erlebte die Gemeinde ein sprunghaftes Bevölkerungswachstum durch Zuzug:
- 1618: 00.130 Einwohner
- 1858: 01.136 Einwohner
- 1955: 02.500 Einwohner
- 1965: 04.761 Einwohner
- 1970: 07.343 Einwohner
- 1975: 10.137 Einwohner
- 1980: 10.388 Einwohner
- 1985: 10.017 Einwohner
- 1990: 10.101 Einwohner
- 1995: 10.514 Einwohner
- 2005: 10.449 Einwohner
- 2010: 10.617 Einwohner
- 2015: 11.158 Einwohner
- 2020: 11.320 Einwohner

## Politik

### Gemeinderat
Der Gemeinderat in Möglingen hat 22 Mitglieder. Die Gemeinderatswahl am 9. Juni 2024 führte zu folgendem Ergebnis. Der Gemeinderat besteht aus den gewählten ehrenamtlichen Gemeinderäten und der Bürgermeisterin als Vorsitzenden. Die Bürgermeisterin ist im Gemeinderat stimmberechtigt.
| Parteien und Wählergemeinschaften | Parteien und Wählergemeinschaften                             | % 2024  | Sitze 2024 | % 2019  | Sitze 2019 | % 2014  | Sitze 2014 | Kommunalwahl 2024 %403020100 35,67 %24,15 %12,73 %19,91 %3,75 %3,79 % FWCDUGrüneSPDFDPVielfaltGewinne und Verlusteim Vergleich zu 2019 %p 8 6 4 2 0 −2 −4 −6 −8−10+7,16 %p+0,14 %p−9,69 %p−1,03 %p−0,37 %p+3,79 %pFWCDUGrüneSPDFDPVielfalt |
| FWV                               | Freie Wählervereinigung Möglingen e. V.                       | 35,67   | 8          | 28,51   | 6          | 21,73   | 5          | Kommunalwahl 2024 %403020100 35,67 %24,15 %12,73 %19,91 %3,75 %3,79 % FWCDUGrüneSPDFDPVielfaltGewinne und Verlusteim Vergleich zu 2019 %p 8 6 4 2 0 −2 −4 −6 −8−10+7,16 %p+0,14 %p−9,69 %p−1,03 %p−0,37 %p+3,79 %pFWCDUGrüneSPDFDPVielfalt |
| CDU                               | Christlich Demokratische Union Deutschlands/Wählerunion       | 24,15   | 5          | 24,01   | 5          | 32,28   | 7          | Kommunalwahl 2024 %403020100 35,67 %24,15 %12,73 %19,91 %3,75 %3,79 % FWCDUGrüneSPDFDPVielfaltGewinne und Verlusteim Vergleich zu 2019 %p 8 6 4 2 0 −2 −4 −6 −8−10+7,16 %p+0,14 %p−9,69 %p−1,03 %p−0,37 %p+3,79 %pFWCDUGrüneSPDFDPVielfalt |
| Grüne                             | Bündnis 90/Die Grünen, vor 2024 Grüne Liste Mensch und Umwelt | 12,73   | 3          | 22,42   | 5          | 15,58   | 3          | Kommunalwahl 2024 %403020100 35,67 %24,15 %12,73 %19,91 %3,75 %3,79 % FWCDUGrüneSPDFDPVielfaltGewinne und Verlusteim Vergleich zu 2019 %p 8 6 4 2 0 −2 −4 −6 −8−10+7,16 %p+0,14 %p−9,69 %p−1,03 %p−0,37 %p+3,79 %pFWCDUGrüneSPDFDPVielfalt |
| SPD                               | Sozialdemokratische Partei Deutschlands                       | 19,91   | 4          | 20,94   | 5          | 30,41   | 7          | Kommunalwahl 2024 %403020100 35,67 %24,15 %12,73 %19,91 %3,75 %3,79 % FWCDUGrüneSPDFDPVielfaltGewinne und Verlusteim Vergleich zu 2019 %p 8 6 4 2 0 −2 −4 −6 −8−10+7,16 %p+0,14 %p−9,69 %p−1,03 %p−0,37 %p+3,79 %pFWCDUGrüneSPDFDPVielfalt |
| FDP                               | Freie Demokratische Partei                                    | 3,75    | 1          | 4,12    | 1          | 0       | 0          | Kommunalwahl 2024 %403020100 35,67 %24,15 %12,73 %19,91 %3,75 %3,79 % FWCDUGrüneSPDFDPVielfaltGewinne und Verlusteim Vergleich zu 2019 %p 8 6 4 2 0 −2 −4 −6 −8−10+7,16 %p+0,14 %p−9,69 %p−1,03 %p−0,37 %p+3,79 %pFWCDUGrüneSPDFDPVielfalt |
| Vielfalt                          | Bündnis der Vielfalt                                          | 3,79    | 1          | –       | –          | –       | –          | Kommunalwahl 2024 %403020100 35,67 %24,15 %12,73 %19,91 %3,75 %3,79 % FWCDUGrüneSPDFDPVielfaltGewinne und Verlusteim Vergleich zu 2019 %p 8 6 4 2 0 −2 −4 −6 −8−10+7,16 %p+0,14 %p−9,69 %p−1,03 %p−0,37 %p+3,79 %pFWCDUGrüneSPDFDPVielfalt |
| gesamt                            | gesamt                                                        | 100     | 22         | 100     | 22         | 100     | 22         | Kommunalwahl 2024 %403020100 35,67 %24,15 %12,73 %19,91 %3,75 %3,79 % FWCDUGrüneSPDFDPVielfaltGewinne und Verlusteim Vergleich zu 2019 %p 8 6 4 2 0 −2 −4 −6 −8−10+7,16 %p+0,14 %p−9,69 %p−1,03 %p−0,37 %p+3,79 %pFWCDUGrüneSPDFDPVielfalt |
| Wahlbeteiligung                   | Wahlbeteiligung                                               | 59,97 % | 59,97 %    | 58,39 % | 58,39 %    | 47,73 % | 47,73 %    | Kommunalwahl 2024 %403020100 35,67 %24,15 %12,73 %19,91 %3,75 %3,79 % FWCDUGrüneSPDFDPVielfaltGewinne und Verlusteim Vergleich zu 2019 %p 8 6 4 2 0 −2 −4 −6 −8−10+7,16 %p+0,14 %p−9,69 %p−1,03 %p−0,37 %p+3,79 %pFWCDUGrüneSPDFDPVielfalt |

### Wappen und Flagge
Das Gemeindewappen zeigt in Blau schräg gekreuzt eine gestürzte silberne Haue und einen gestürzten silbernen Spaten, auf der Kreuzung belegt mit einem achtspeichigen silbernen Rad. Die Gemeindeflagge ist weiß-blau. Wappen und Flagge wurden der Gemeinde am 22. Juni 1967 verliehen.

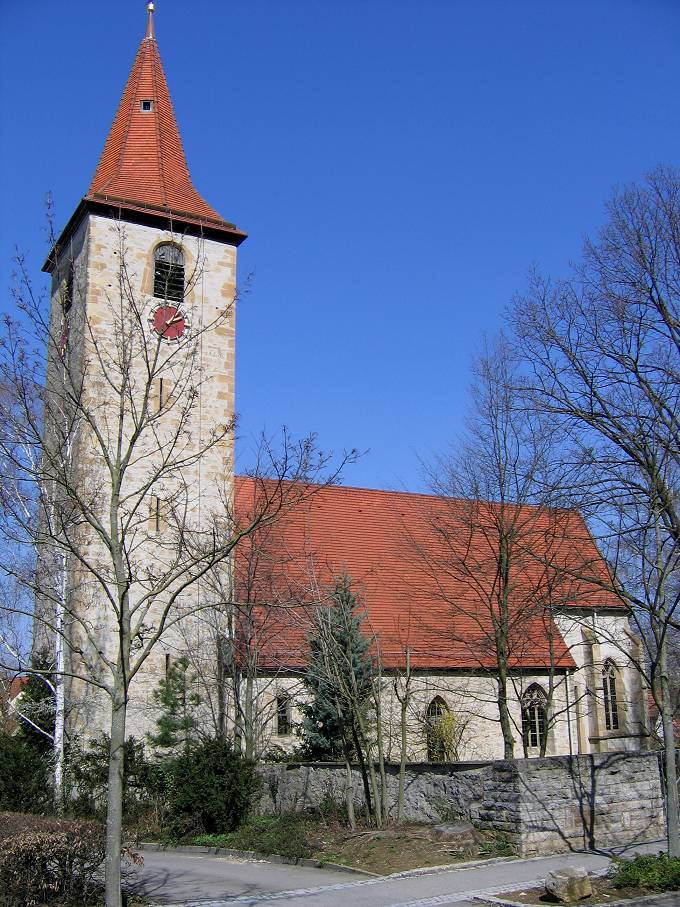
Pankratiuskirche

JUFO, Jugendforum in Möglingen (2007)

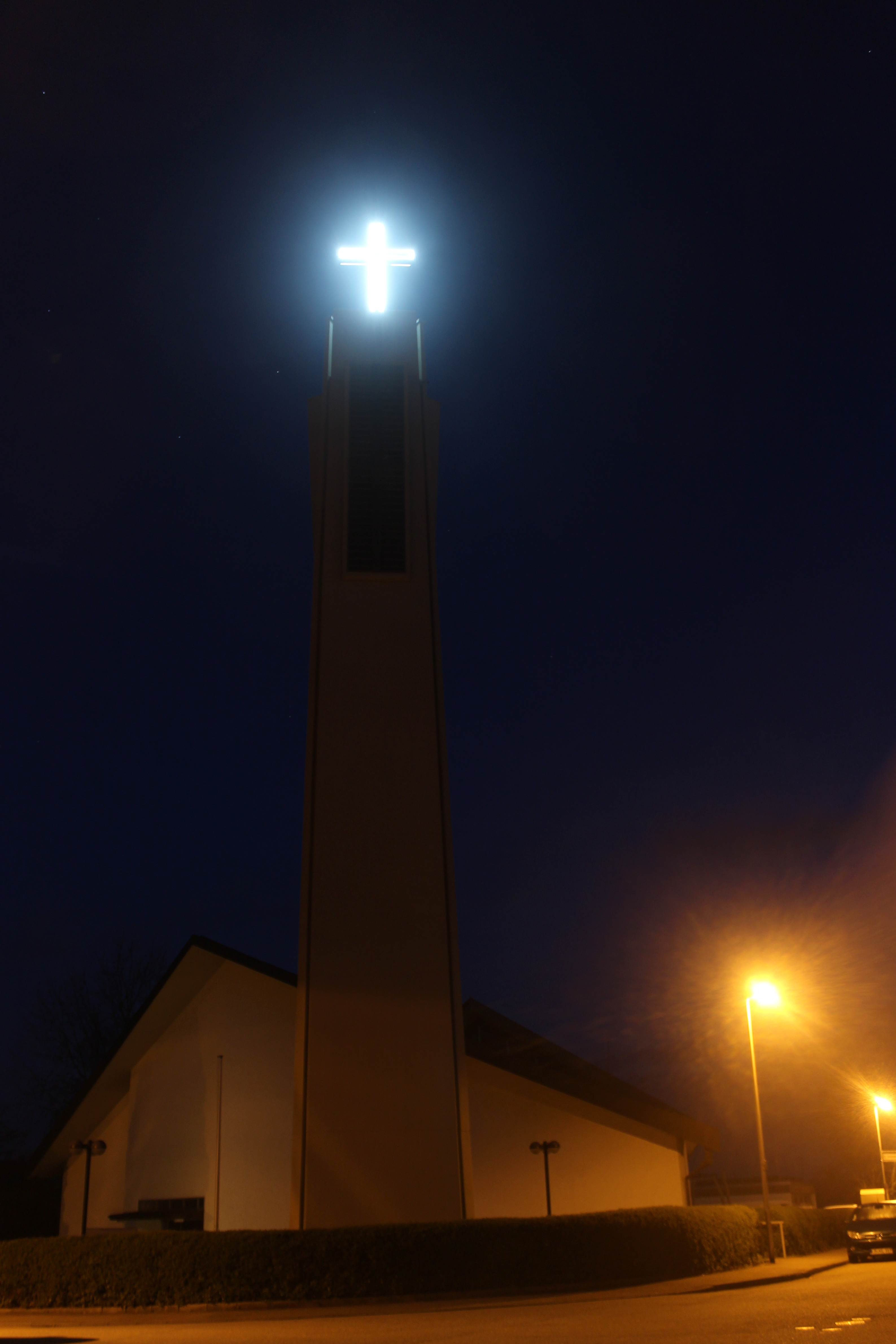
Sankt Maria mit beleuchtetem Kreuz

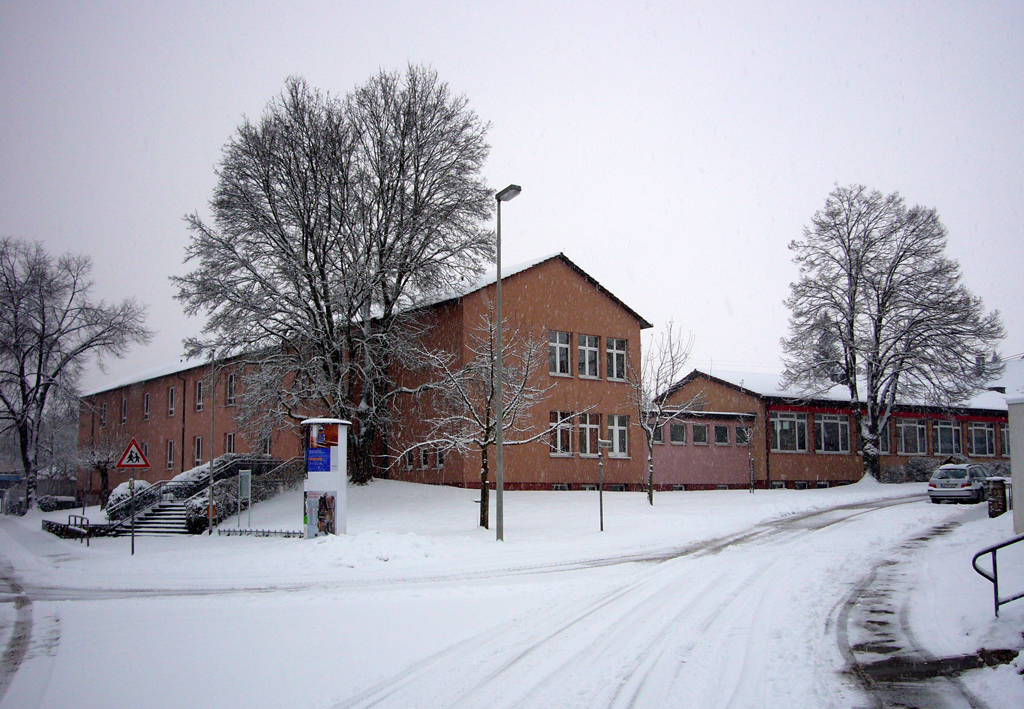
Hanfbachschule seit 1953

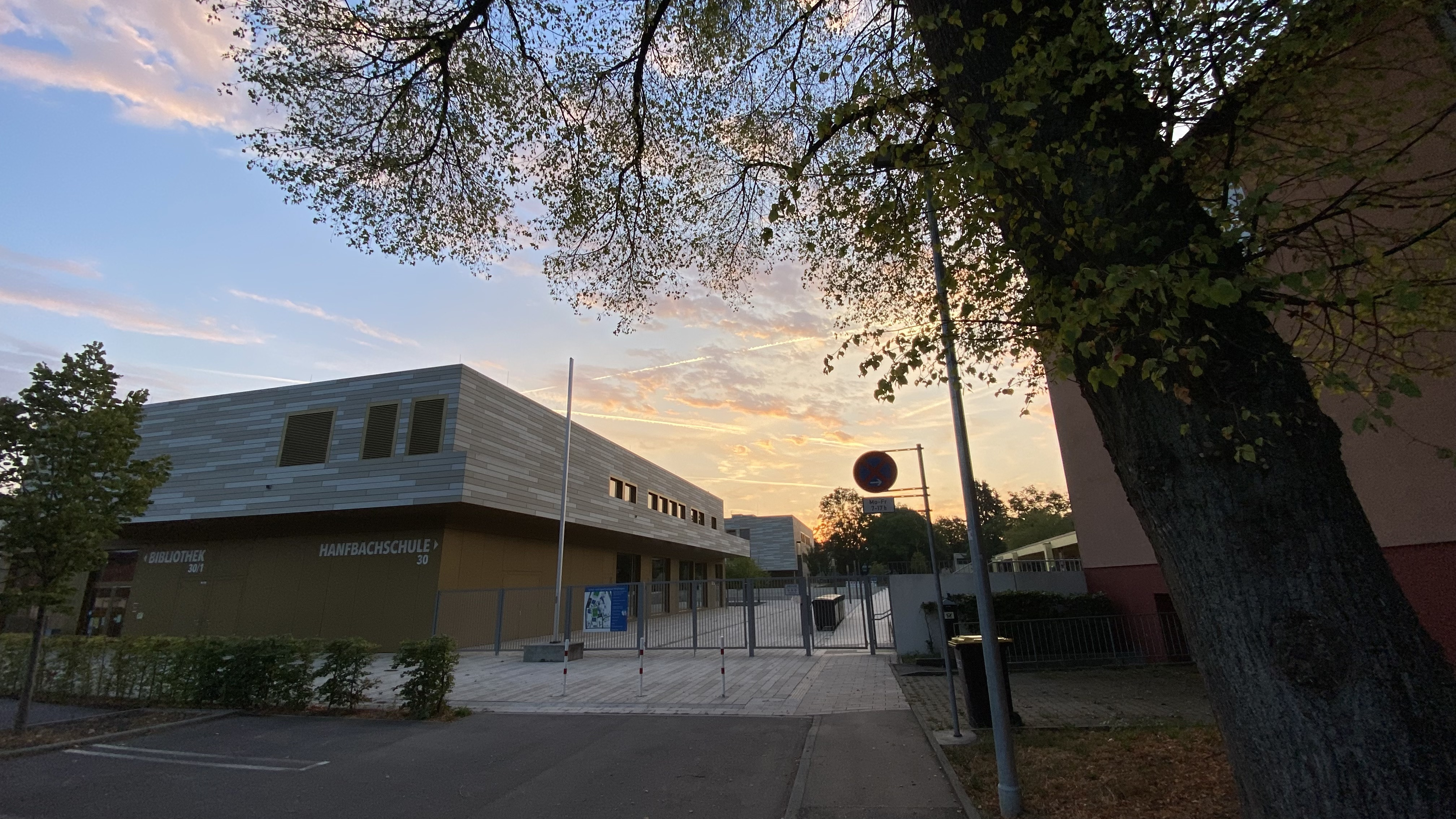
Hanfbachschule

## Kultur und Sehenswürdigkeiten

### Bauwerke
- Pankratiuskirche (gotisch):
  - Die Möglinger Pankratiuskirche zu Teilen 1275 erbaut wurde nach 1534 evangelisch und dem Stuttgarter Hospital übereignet. Bei der Renovierung 1970/72 wurden Fresken aus dem 15. Jahrhundert entdeckt und wieder freigelegt. Die Kirche besitzt eine Walcker-Orgel, die in den sechziger Jahren eingebaut wurde. (Geographische Koordinaten: 9°7'38" östliche Länge, 48°53'05" nördliche Breite)
- JUFO, Jugendforum:
  - Errichtet von Möglinger Jugendlichen sowie von Studenten der Universität Stuttgart unter der Leitung von Siegfried Gaß.
  - Das Jufo wird gekrönt von einem drehbaren Sonnenauge, das im Winter die Sonne einfängt und in der Schwere der Lehmbauten speichert und im Sommer um 180 Grad verdreht wiederum in fünfminütigem Rhythmus der Sonne folgend das Innere verschattet und die Sonnenenergie ins All reflektiert.
- Sankt Maria:
  - Kirche mit bei Nacht beleuchtbarem Kreuz

## Wirtschaft und Infrastruktur

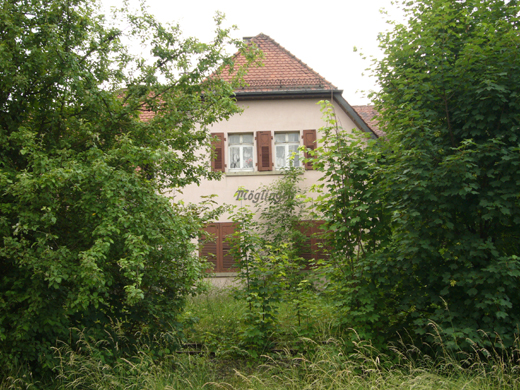
Bahnhofsgebäude (2007) der stillgelegten Bahnstrecke Ludwigsburg–Markgröningen

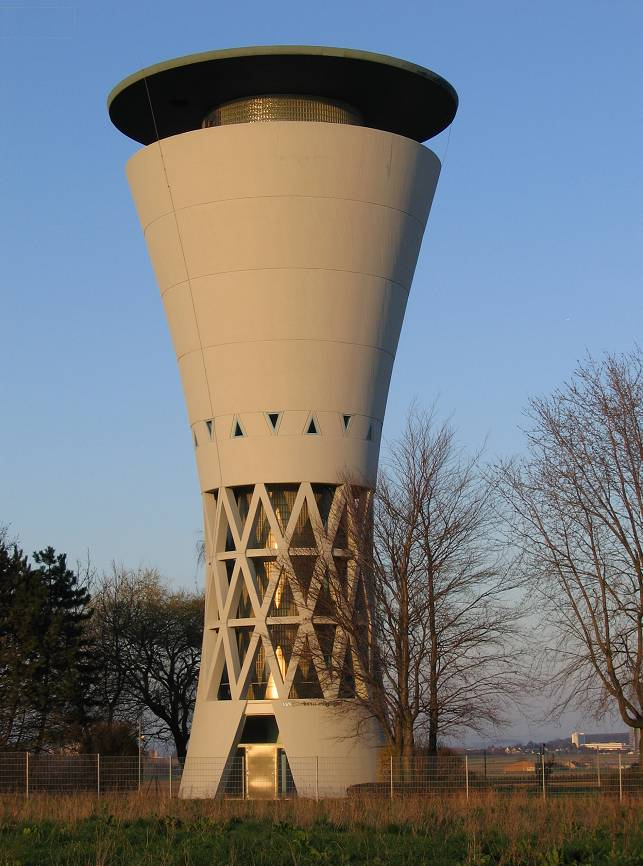
Wasserturm auf dem Langen Feld

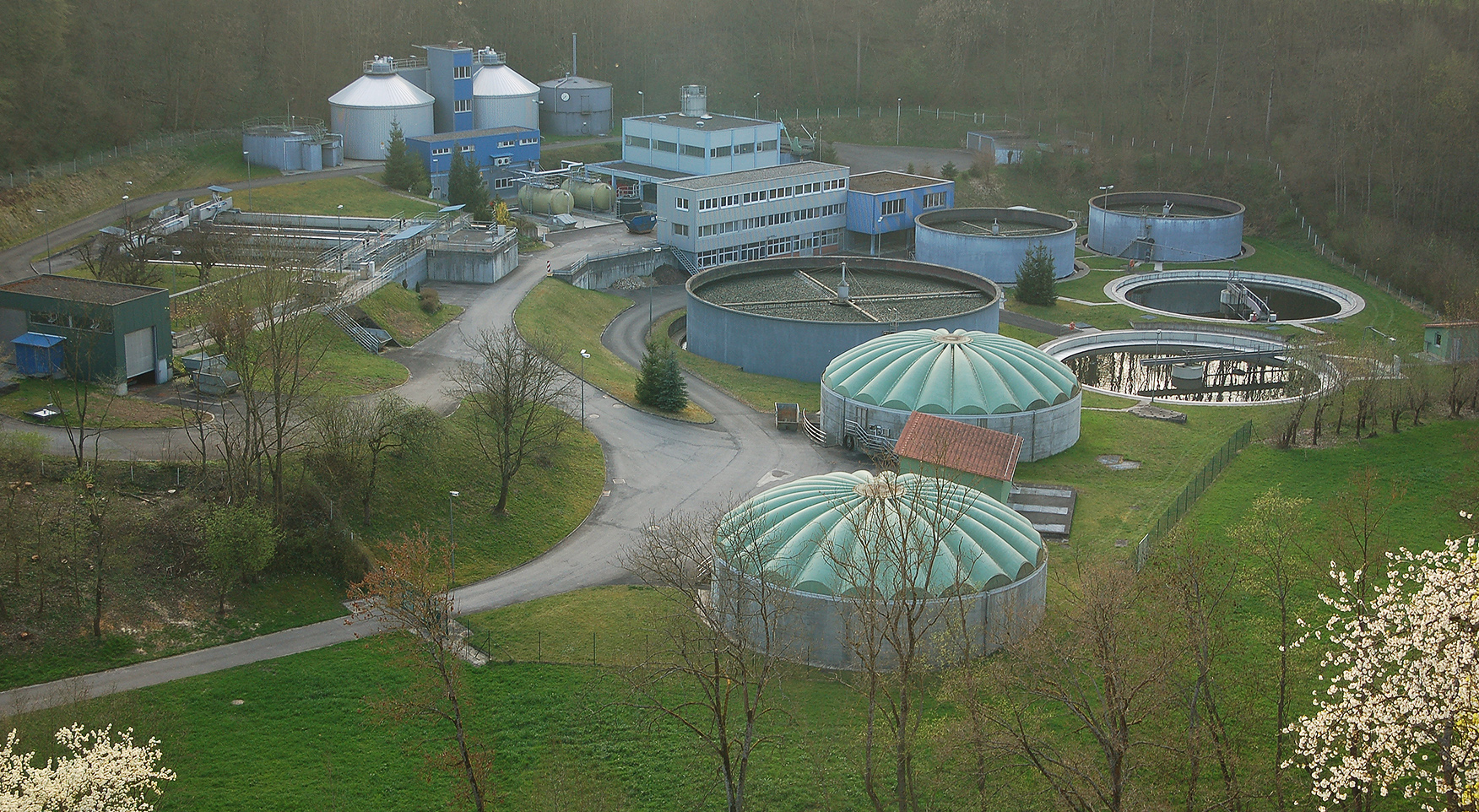
Klärwerk am Leudelsbach bei Markgröningen

### Verkehr
Mit der einen Kilometer von der Ortsmitte entfernten Anschlussstelle Ludwigsburg-Süd der Bundesautobahn 81 ist Möglingen an das Autobahnnetz angeschlossen. Die Verbindung zu den Nachbarorten stellen Landes- und Kreisstraßen her.
Möglingen liegt an der stillgelegten Bahnstrecke Ludwigsburg–Markgröningen. Über eine Reaktivierung der Bahnstrecke, zuletzt als Stadtbahntrasse der Stuttgarter Straßenbahnen, wurde immer wieder nachgedacht, inzwischen (2024) ist der Gleiskörper allerdings teilweise überwachsen und an der Bahnhofstraße (gegenüber von Edeka) wurden die Gleise bereits entfernt, da sie den Verkehr auf der Straße behinderten. Momentan sucht man nach einem Verwendungszweck für das 1916 erbaute Bahnhofsgebäude, um es vor dem Zerfall zu retten.

### Öffentliche Einrichtungen

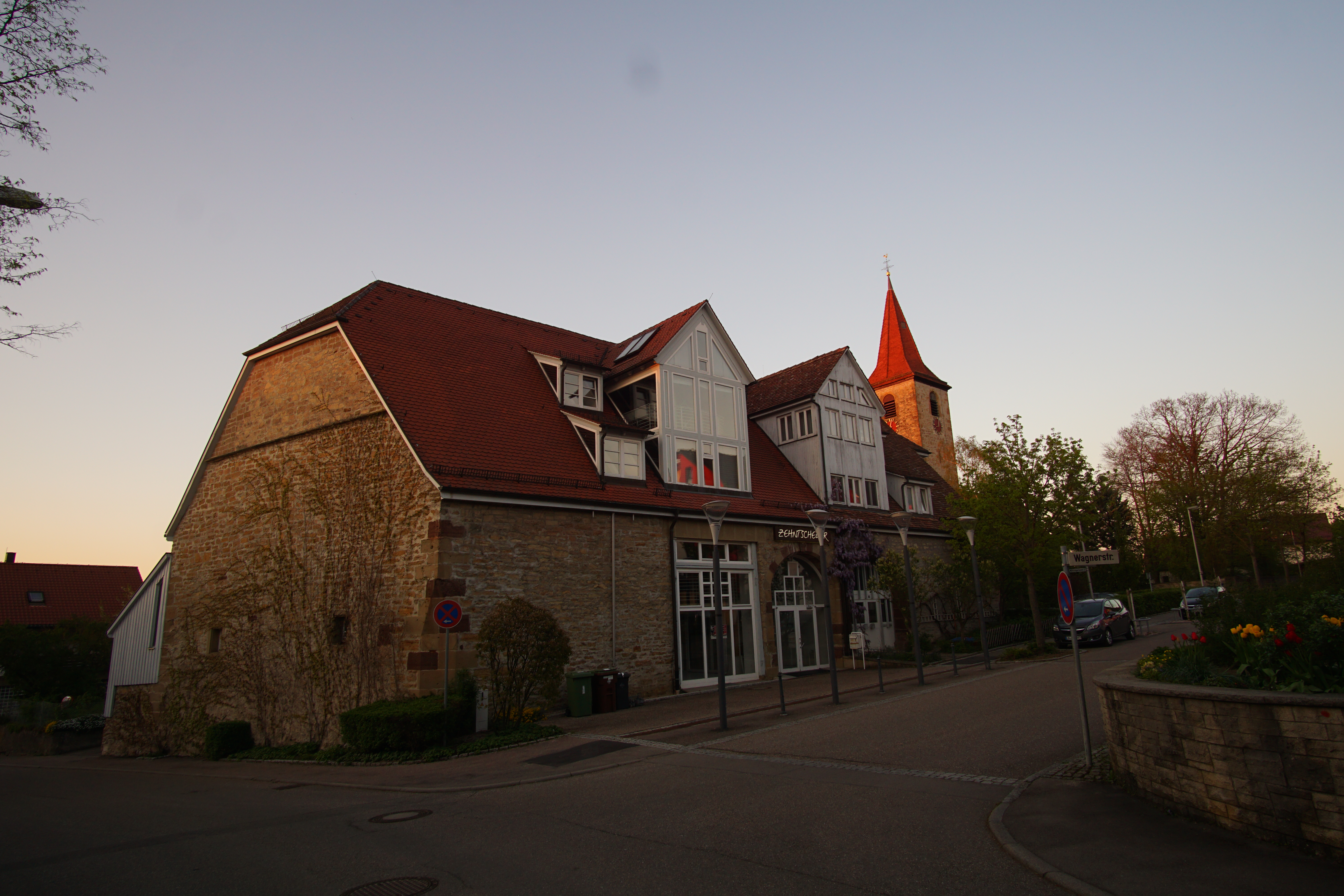

Es gibt ein Alten- und Pflegeheim der kreiseigenen Kleeblatt Pflegeheime, das Jugendforum „JUfo“ sowie eine Bücherei, die 2018 von der historischen Zehntscheuer in den Neubau der Hanfbachschule umgezogen ist.

### Bildung
Die Gemeinde verfügt über eine Gemeinschaftsschule mit Grundschule und eine Förderschule im Schulzentrum Hanfbachstraße, sowie eine weitere Grundschule. Weiterführende Schulen befinden sich in Markgröningen und anderen umliegenden Städten. Außerdem gibt es drei kommunale, zwei evangelische und einen römisch-katholischen Kindergarten, sowie einen privaten Kindergarten, der nach der Waldorfpädagogik arbeitet.

### Ver- und Entsorgung
Das Stromnetz in der Gemeinde wird von der Syna GmbH betrieben, einem Tochterunternehmen der Süwag Energie AG. Das Gasnetz betreibt die Stadtwerke Ludwigsburg-Kornwestheim GmbH. Die Gemeinde Möglingen bezieht das gesamte Trinkwasser von der Bodensee-Wasserversorgung.
Im Jahr 1965 wurde der Wasserturm auf dem Langen Feld für 500.000 Mark als dünnwandige Schalenkonstruktion mit hyperbolischer Schale in Stahlbetonausführung erbaut. Der Turm hat eine Höhe von 30 m, einen Durchmesser an der Basis von 9,60 m, einen minimalen Durchmesser von 7 m, ein Fassungsvermögen von 400 m³ und einen maximaler Durchmesser von 15,50 m. Architekt war R. Kessler. Geographische Koordinaten: 9°08'18" östliche Länge, 48°52'18" nördliche Breite.
Für die Abwasserentsorgung und -reinigung ist der Zweckverband Gruppenklärwerk Leudelsbach zuständig. Der Zweckverband betreibt seit 1967 eine Kläranlage mit einer Kapazität von 35.000 EGW bei Markgröningen. Verbandsmitglieder sind neben Möglingen die Städte Asperg, Ludwigsburg und Markgröningen. An den ab 2010 fälligen Investitionskosten übernehmen Asperg 15,55 Prozent, Ludwigsburg für den Stadtteil Pflugfelden 16,3 Prozent, Möglingen 31,5 Prozent und Markgröningen 36,65 Prozent.
Die Abfallentsorgung wird von der Abfallverwertungsgesellschaft des Landkreises Ludwigsburg mbH (AVL) übernommen, einer 100%igen Tochtergesellschaft des Landkreises Ludwigsburg. Die AVL ist beauftragt, die Aufgaben zur Vermeidung, Verwertung und Beseitigung von Abfällen im Auftrag des Landkreises Ludwigsburg zu erfüllen.

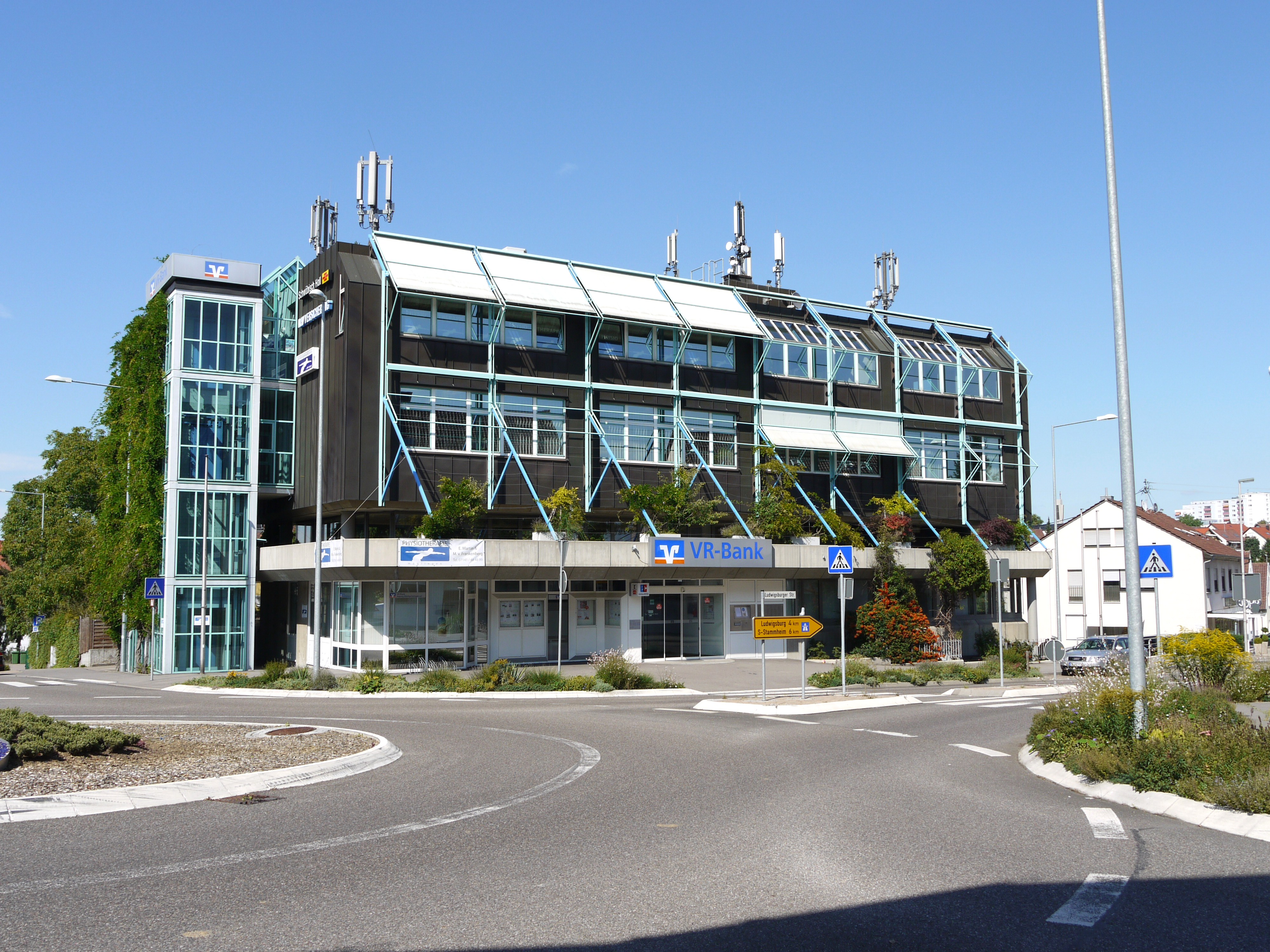
Zentrale der VR-Bank Asperg-Markgröningen

### Ansässige Unternehmen
Seit 1955 werden von der Firma Oris Anhängerkupplungen und andere Fahrzeugkomponenten entwickelt und gefertigt. Der LKW-Hersteller Scania besitzt in Möglingen einen Produktionsstandort und auch die Württembergische Weingärtner-Zentralgenossenschaft eG (siehe auch Württemberg (Weinbaugebiet)) ist vor Ort tätig. Die USU Software AG hat seit ihrer Gründung 1977 ihren Stammsitz in Möglingen. Die VR-Bank Asperg-Markgröningen hatte bis zu ihrer Fusion zur VR-Bank Ludwigsburg ihren Sitz in Möglingen.

## Persönlichkeiten

### Mit Möglingen verbunden
- Edwin Kelm (1928–2021), ehemaliger Vorsitzender der Landsmannschaft der Bessarabiendeutschen, Träger des Bundesverdienstkreuzes
- Alexander Wehrle (* 1975), Fußballfunktionär, in Möglingen aufgewachsen

### Söhne und Töchter der Stadt
- Johannes Hartlieb (um 1400–1468), Universalgelehrter
- Otto Salzer (1874–1944), Rennfahrer, Dritter im Großen Preis von Frankreich 1914 (auf Mercedes)